# Scaphiella cymbalaria
Scaphiella cymbalaria är en spindelart som beskrevs av Simon 1891. Scaphiella cymbalaria ingår i släktet Scaphiella och familjen dansspindlar. Inga underarter finns listade i Catalogue of Life.